# Oblachnaja
Oblachnaja är en kulle i Antarktis. Den ligger i Östantarktis. Australien gör anspråk på området. Toppen på Oblachnaja är 1 518 meter över havet.
Terrängen runt Oblachnaja är huvudsakligen platt, men norrut är den kuperad. Trakten är obefolkad. Det finns inga samhällen i närheten.